# جام ملت‌های آفریقا–آسیا
جام ملت‌های آفریقا–آسیا (به انگلیسی: Afro-Asian Cup of Nations) یک جام فوتبال بود که از سال ۱۹۷۸ تا ۲۰۰۷ میان قهرمانان جام ملت‌های آفریقا و قهرمان جام ملت‌های آسیا یا قهرمان رقابت‌های فوتبال بازی‌های آسیایی برگزار می‌شده‌است.
نخستین دوره این رقابت‌ها در سال ۱۹۷۸ میان ایران و غنا انجام شد که ایران در آن دیدار ۳-۰ به پیروزی رسید، اما به دلیل این که بازی برگشت به دلیل رخدادهای سیاسی ایران در آن سال به هم خورد، جامی به ایران داده نشد. دیدار سال ۱۹۹۷ با دیرکرد بسیار در سال ۱۹۹۹ برگزار شد، در حالی که دیدار درست سال ۱۹۹۹ میان ایران و مصر هم برگزار نشد.
پس از این که نمایندگان کنفدراسیون فوتبال آسیا در رای‌گیری میزبانی جام جهانی ۲۰۰۶ به جای میزبانی آفریقای جنوبی از آلمان پشتیبانی کردند، این دیدارها پس از تصمیم کنفدراسیون فوتبال آفریقا از سال ۲۰۰۰ دیگر پیگیری نشد. پس از سال ۲۰۰۵ دوباره تصمیم گرفته شد که مسابقات از سر گرفته شود که تنها یک دوره در سال ۲۰۰۷ میان ژاپن و مصر برگزار شد.
کامیاب‌ترین تیم، تیم ملی فوتبال ژاپن با دو جام قهرمانی است.

## دیدارها
| سال  | کشور میزبان                 |                 | دیدار                 | دیدار           | دیدار |
| سال  | کشور میزبان                 | قهرمان          | نتیجه                 | نایب قهرمان     |       |
| ---- | --------------------------- | --------------- | --------------------- | --------------- | ----- |
| ۱۹۸۵ | کامرون عربستان سعودی        | · کامرون        | ۴ – ۱ ۱ – ۲           | · عربستان سعودی |       |
| ۱۹۸۸ | قطر                         | · کرهٔ جنوبی     | ۱ – ۱ (پنالتی: ۴ – ۳) | · مصر           |       |
| ۱۹۹۱ | ایران الجزایر               | · الجزایر       | ۱ – ۲ ۱ – ۰           | · ایران         |       |
| ۱۹۹۳ | ژاپن                        | · ژاپن          | ۱ – ۰ (وقت اضافه)     | · ساحل عاج      |       |
| ۱۹۹۵ | ازبکستان نیجریه             | · نیجریه        | ۲ – ۳ ۰ – ۱           | · ازبکستان      |       |
| ۱۹۹۹ | آفریقای جنوبی عربستان سعودی | · آفریقای جنوبی | ۱ – ۰ ۰ – ۰           | · عربستان سعودی |       |
| ۲۰۰۷ | ژاپن                        | · ژاپن          | ۴ – ۱                 | · مصر           |       |

## تیم‌های قهرمان
| تیم           | قهرمان         | نایب قهرمان    |
| ------------- | -------------- | -------------- |
| ژاپن          | ۲ (۱۹۹۳، ۲۰۰۷) | -              |
| کامرون        | ۱ (۱۹۸۵)       | -              |
| نیجریه        | ۱ (۱۹۹۵)       | -              |
| آفریقای جنوبی | ۱ (۱۹۹۹)       | -              |
| کرهٔ جنوبی     | ۱ (۱۹۸۷)       | -              |
| مصر           | -              | ۲ (۱۹۸۷، ۲۰۰۷) |
| عربستان سعودی | -              | ۲ (۱۹۸۵، ۱۹۹۹) |
| ایران         | -              | ۱ (۱۹۹۱)       |
| ساحل عاج      | -              | ۱ (۱۹۹۳)       |
| ازبکستان      | -              | ۱ (۱۹۹۵)       |

## قهرمانان بر پایه قاره
| قاره   | قهرمان                     | نایب قهرمان                |
| ------ | -------------------------- | -------------------------- |
| آفریقا | ۴ (۱۹۸۵، ۱۹۹۱، ۱۹۹۵، ۱۹۹۷) | ۳ (۱۹۸۷، ۱۹۹۳، ۲۰۰۷)       |
| آسیا   | ۳ (۱۹۸۷، ۱۹۹۳، ۲۰۰۷)       | ۴ (۱۹۸۵، ۱۹۹۱، ۱۹۹۵، ۱۹۹۷) |